# 堀内正美
堀内 正美（ほりうち まさみ、1950年3月22日 - ）は、日本の俳優、実業家。本名は堀内 まさみ。
東京都世田谷区出身。兵庫県神戸市在住。桐蔭学園高等学校、桐朋学園芸術短期大学卒業。出海企画、石渕事務所、オフィスAMI、ブルーベアハウスを経て、アティチュード所属。
父は映画監督の堀内甲。叔父は日本におけるモダンバレエの創始者、堀内完。いとこには、セントルイスバレエ団のオーナーで芸術監督の堀内元、ユニーク・バレエシアター芸術監督の堀内充・堀内かおり・陶芸作家の服部牧子がいる。

## 来歴・人物
新宿アートシアターで上演されていた清水邦夫作・蜷川幸雄演出の『心情あふるる軽薄さ』に衝撃を受け、舞台演出志望となる。
桐朋学園芸術短期大学では、千田是也・清水邦夫・蜷川幸雄に師事。劇作・演出を学ぶが、在学中にTBSのプロデューサーにスカウトされ、1973年金曜ドラマ『わが愛』で俳優デビュー。
1974年、『鳩子の海』でヒロインの憧れの人を演じ、全国に名を知られる。
その後、実相寺昭雄監督と出会い、個性的な役柄を次々と演じるようになる（実相寺が亡くなるまで、たびたび作品に出演していた）。
若い頃はナイーブな青年役に持ち味を発揮していたが、以降、乱心する公家役・エキセントリックな黒幕的役柄を中心に、特撮作品や時代劇にも多く出演。堀内に影響を与えた先輩俳優は、山﨑努・芦田伸介・森繁久彌・勝新太郎・岸田森・藤岡琢也らがいる。

1.17希望の灯り（東遊園地）

1984年からは神戸市に移住し、俳優業と並行して調剤薬局を経営している。
1995年の阪神・淡路大震災の後には、神戸市民の合言葉「がんばろう!!神戸」を提唱。あわせて、市民ボランティア団体「がんばろう!!神戸」を結成、避難所・仮設住宅・復興住宅で被災者支援活動を展開する。
2002年7月、震災だけでなく事件・事故の遺族も参加する認定特定非営利活動法人「阪神淡路大震災1・17希望の灯り」を設立。2015年まで理事を務めた。神戸市役所南隣りの東遊園地にある、慰霊と復興のモニュメントゾーンに建立された「1・17希望の灯り」の碑文は堀内が書いたもの。
全国各地で「震災から学んだこと」「市民活動について」「まちづくり」「生と死」「子育て」など関連する講演活動をおこなっている。
2004年にはイベント限定で「堀内正美フィギュア」が発売された。企画は玩具プロデューサーの安斎レオが、原型制作は似顔フィギュアの造形家・寒河江弘が手掛けた。
また社会貢献活動では自らの阪神淡路地震の経験を生かし、関西の被災者から東日本大震災で被災した人たちへ「義援基金ではなく、救援物資とメッセージを送ることで被災地を助けよう」という趣旨で「たすきプロジェクト」を立ち上げた。
2023年にアティチュードに移籍した。

## 出演

### テレビドラマ
- 金曜ドラマ
  - わが愛（1973年） - 小六
  - 遥かなるわが町（1973年）
  - 白い影（1973年）
- 恋ちりめん（1973年）
- 百年目の恋（1973年）
- 七人の刑事 レモンの埋葬（1973年） - 正
- 東芝日曜劇場→日曜劇場（TBS）
  - 刃傷（1973年）
  - 風前の灯（1974年）
  - 旅ゆけば（HBC制作・1975年）
  - A LIFE〜愛しき人〜（2017年） - 井川勇
- 銀河テレビ小説 / つらつら椿（1973年）
- 太陽にほえろ!（NTV / 東宝）
  - 第73話「真夜中に愛の歌を」（1973年） - 植村学
  - 第194話「兄妹」（1976年） - 武上誠
  - 第417話「ボスの誕生日」（1980年） - 沢木光春
  - 第690話「私が七曲署の藤堂だ」（1986年） - 野口正人
- 連続テレビ小説 (NHK)
  - 鳩子の海（1974年 - 1975年） - 冬人
  - わかば（2004年 - 2005年） - 岡田新一
  - 純と愛（2012年 - 2013年） - 待田謙次
  - べっぴんさん（2016年 - 2017年） - 田中五郎（貴族院議員）
  - おむすび（2024年 - 2025年） - 明石太一
- 科学捜査官 第20話「残された足跡」（1974年、KTV） -室井忠志
- ポーラ名作劇場 / 虚構の家（1974年）
- 伝七捕物帳 第31話「島から来た花嫁」（1974年） - 千造
- 特捜記者 犯罪を追え 第24話「青春は傷つく」（1974年） - ジェシィ諸井
- 新宿警察 第14話「再会」（1975年） - 伊崎俊一郎
- 三男三女婿一匹（1976年 - 1977年） - 川村進
- 夜明けの刑事 第79話「名犬ペンジー探偵物語」（1976年、TBS / 大映テレビ） - 西村
- 赤いシリーズ
  - 赤い激流（1977年） - 東山明彦
  - 赤い激突（1978年） - 石田武彦
- お手々つないで（1977年 - 1998年、NBN・ANB・ABC・HTB・KHB・KSB・UHT・KBC） -
- 白い巨塔（1978年） - 谷山医局員
- 七人の刑事 第3シリーズ 第15話「炎の誘惑」（1978年） - 立川
- コメットさん 第27話「やさしい男と女たち」（1978年）
- 午後の恋人（1979年）
- 少年ドラマシリーズ / 七瀬ふたたび（1979年） - 岩淵恒夫
- Gメン'75（TBS / 東映）
  - 第236話「国会議員宿舎の連続強盗事件」（1979年） - 西ヶ谷順一郎
  - 第252話「15年前の女の死体」（1980年） - 佐々木
  - 第278話「エマニエル連続殺人事件」（1980年） - 三浦真治
  - 第347話「生き返った5年前の死体」、第348話「生き返った5年前の死体 PART2」（1982年） - 野村英夫
- 木曜ゴールデンドラマ / 雪国 純白の雪と湯煙りに燃える恋!（1980年）
- ウルトラシリーズ
  - ウルトラマン80 第9話「エアポート危機一髪!」（1980年、TBS） - 山岡
  - ウルトラマンティガ 第40話「夢」（1997年、MBS） - クリタ博士
  - ウルトラマンダイナ 第38話「怪獣戯曲」（1998年、MBS） - 記憶喪失の劇団員
  - ウルトラマンガイア 第47話「XIG壊滅!?」、第48話「死神の逆襲」（1999年、MBS） - 死神
  - ウルトラマンネクサス（2004年 - 2005年、CBC） - 松永要一郎
  - ウルトラQ dark fantasy 第24話「ヒトガタ」（2004年、TX） - 門野美彦
  - ウルトラマンマックス 第24話「狙われない街」（2005年、CBC） - 松永要二郎
  - ULTRASEVEN X 第9話「RED MOON」（2007年、TBS） - 敷島教授
  - ネオ・ウルトラQ 第2話「洗濯の日」（2013年、WOWOW）- 東郷国連事務総長
  - ウルトラマンデッカー 第4話「破壊獣覚醒」（2022年、テレビ東京） - 浜野町長
- あさひが丘の大統領 第29話「大山、愛の叫び!」（1980年）
- 大捜査線→大捜査線シリーズ 追跡（1980年）
  - 第9話「野良犬ブルース」　橘
  - 第32話「千枚通しの青春」
- 噂の刑事トミーとマツ
  - 第1シリーズ 第32話「ああ! トミマツの4回戦ボーイ」（1980年） - 草波要介
  - 第2シリーズ 第39話「進めトミマツ! 人間戦車だ!!」（1982年） - 相沢勝也
- 警視-K 第2話「コルトガバメント M1911」（1980年） - 松原猛
- 御宿かわせみ（NHK）
  - 第1シリーズ 第10話「女主人殺人事件」（1980年）
  - 第2シリーズ 第6話「三つ橋渡った」（1982年） - 正之助
- 旅がらす事件帖 第25話「怒りに血煙る甲州路」（1981年） - 鷹千代
- 闇を斬れ 第10話「三つの命を持つ男」（1981年） - 清二郎
- 必殺シリーズ
  - 新・必殺仕事人
    - 第29話「主水 ねこばばする」（1981年） - 遊
    - 第54話「主水 入学祝する」（1982年） - 市三

  - 必殺シリーズ10周年記念スペシャル 仕事人大集合（1982年） - 清二
  - 必殺仕事人III 第12話「つけ文をされたのは主水」（1982年） - 山下菊弥
  - 必殺渡し人 第2話「秘密の宴で渡します」（1983年） - 新之助
  - 必殺仕事人IV（1984年）
    - 第14話「主水 節分の豆を食べる」 - 弥助
    - 第37話「せん 遂に再婚を決意する」 - 小源太

  - 必殺剣劇人 第6話「しゃらくせぇ!」（1987年） - 竹村直次郎
- 文吾捕物帳 第19話「犯された女の復讐」（1982年）
- 赤かぶ検事奮戦記II 第6話「ヘアー」（1982年） - 谷村隆三
- 新五捕物帳 第172話「情けに浮かぶだまし舟」（1982年2月2日） - 上総屋伊兵衛
- 大河ドラマ
  - 峠の群像（1982年） - 徳川綱豊
  - 徳川家康（1983年） - 小早川秀秋
  - 信長 KING OF ZIPANGU（1992年） - 勧修寺晴豊
  - 八代将軍吉宗（1995年） - 生島新五郎
  - 徳川慶喜（1998年） - 牧野忠雅
  - 元禄繚乱（1999年） - 徳川家綱
  - 軍師官兵衛（2014年） - 吉田兼和
  - 西郷どん（2018年） - 板倉勝静
  - 青天を衝け（2021年） - 中山忠能
  - べらぼう〜蔦重栄華乃夢噺〜（2025年） - 白木屋彦太郎[7]
- 誰かが私を愛してる（1983年） - ゲイバーの菊子
- 新・女捜査官 第9話「週末のハイミスは秘密の夜遊び」（1983年）
- 眠狂四郎無頼控 第13話「怪談! 髑髏と祝言する花嫁」（1983年） - 三田市之助
- 大奥 第33話「吉宗と肝っ玉母さん」（1983年） - 徳川継友
- 大江戸捜査網 第628話「おんな風呂殺しの湯煙り」（1984年） - 房吉
- 大岡越前
  - 第8部 第2話「幽霊駕籠の仇討ち」（1984年7月23日） - 藤次郎
  - 第12部
    - 第2話「無慈悲裁いた怒りの白洲」（1991年10月21日） - 曽根悦次郎
    - 第23話「駕籠屋が見ていた真犯人」（1992年3月23日） - 定造
- 土曜ワイド劇場
  - 三毛猫ホームズシリーズ 第6作「三毛猫ホームズの駈落ち 相続人殺し 父危篤・至急連絡乞う」（1984年） - 片岡秀二郎
  - 京都殺人案内 第9作「歌謡界の裏を暴け」（1984年） - 小杉刑事
  - 富士山麓殺人事件　仙台～函館　√５に隠された謎（ルート５に隠された謎）-堀川
  - 江戸川乱歩の美女シリーズ 第4作「日時計館の美女 江戸川乱歩の屋根裏の散歩者」（1988年） - 郷田市郎
  - 瀬戸内ミステリー海流　無人島の首なし死体　尾道フェリーの女（1990年） - 石田
  - 車椅子の弁護士・水島威 第8作「死体の口からダイヤモンドが!」（2001年） - 藤尾
  - 天才・神津恭介の殺人推理 第2作「ふた組の夫婦のからみ合う殺意!」（2002年） - 二宮寛次
  - 検事・朝日奈耀子 第14作（2013年） - 松沢順平
  - 犯罪心理学教授・兼坂守の捜査ファイル 第1作（2014年） - 進藤博満
  - おかしな刑事
    - 第11作（2014年）- 江川進二郎
    - 第14作（2016年）- 江川進二郎
    - 第20作（2019年）- 江川進二郎

  - 新・棟居刑事シリーズ 第8作「棟居刑事の黒い祭」（2015年） - 可児保
  - ゴーストライターの殺人取材 第2作（2015年） - 徳間繁久
  - 西村京太郎トラベルミステリー 第66作「釧路・帯広殺人ルート」（2016年） - 絵高良
- 年末時代劇スペシャル
  - 忠臣蔵（1985年） - 清水一学
  - 白虎隊（1986年） - 三条実美
  - 田原坂（1987年） - 三条実美
  - 奇兵隊（1989年） - 三条実美
  - 勝海舟（1990年） - 鈴藤勇次郎
  - 源義経（1991年） - 安達新三郎
- 影の軍団・幕末編 第31話「私が愛したカゲキ派」（1985年） - 夢幻堂夢次郎
- 私鉄沿線97分署 第49話「クロワッサンは罪の味!?」（1985年） - 島村
- 誇りの報酬 第43話「母にささげる犯罪」（1986年） - 片平正一
- 火曜サスペンス劇場
  - チョコレートゲーム（1986年）
  - 青い沼の女（1986年）
  - 小さな証言者（1989年）
  - 隠し絵の女（1990年）
  - 女弁護士・高林鮎子 第8作「北の旅、殺意の雫石」（1990年） - 川口満広
  - 小京都ミステリー 第4作「京都山口殺人旅行」（1991年） - 畑中信一
  - 小京都ミステリー　第10作「安芸奥の細道殺人事件」(1993年)- 田辺
  - 森村誠一の共犯の瞳（1992年）
  - 当番弁護士 第5作（1998年） - 児玉弘之
  - 取調室 第10作（1999年） - 井坂俊介
- 花王 愛の劇場 / 愛の激流（1987年）
- 江戸を斬るVII 第13話「藤の花の殺意」（1987年） - 与一郎
- 水戸黄門
  - 第17部 第11話「命に替えた正義の剣 -膳所-」（1987年11月9日） - 石上狂介
  - 第22部 第10話「暗雲晴れた和歌山城 -和歌山-」（1993年7月19日） - 徳川綱教
  - 第30部 第18話「格さんのじゃじゃ馬馴らし -下津井-」（2002年5月13日） - 細川綱利
  - 第32部 第17話「老公を叱った娘漁師 -磐城-」（2003年12月8日） - 村上和高
  - 第36部 第16話「銘酒を守った頑固者 -宮島-」（2006年11月20日） - 毛利吉就
  - 第37部 第8話「嘘泣き父子の二人旅 -久保田-」（2007年5月28日） - 大黒屋忠兵衛
  - 第43部 第19話「難問ぞろいの算術対決 -前橋-」（2011年11月28日） - 大野重左衛門
- 大都会25時 第2話「独身刑事の父子ゲーム」（1987年）
- 暴れん坊将軍
  - 暴れん坊将軍III 第37話「魔性の女の涙雨」（1988年） - 七里源内
  - 暴れん坊将軍IX 第19話「江戸壊滅の危機! すい星激突の恐怖」（1999年） - 神川秀麻呂
- 向田邦子メモリアル じゃがいも（1990年）
- あばれ八州御用旅
  - 第1シリーズ 第3話「義賊? ねずみ小僧の謎を斬れ」（1990年） - 次郎吉
  - 第2シリーズ 第24話「ご赦免花の咲く日迄」（1991年） - 喜三郎
- お江戸捕物日記 照姫七変化 第10話「謎の盗賊大集合!」（1990年） - 観月紅之助
- 八百八町夢日記
  - 第1シリーズ 最終回スペシャル「おりん無残! 今蘇る関が原の戦い」（1990年） - 太田孫九郎
  - 第2シリーズ
    - スペシャル「みちのく忠臣蔵」（1991年） - 岡村義勝
    - 第30話「殿様は盗っ人上り」（1992年） - 堀甚左衛門
- 女無宿人 半身のお紺 第9話「さだめが憎い」（1991年） - 中西新九郎
- 刑事貴族2 第11話「父と娘の絆」（1991年）　永田
- 銭形平次
  - 第2シリーズ 第17話「追われる男」（1992年） - 徳松
  - 第3シリーズ 第14話「死の花嫁衣裳」（1993年） - 玉次郎
- 裸の大将 第67話「清の焼おにぎり」（1994年、関西テレビ / 東阪企画）
- 付き馬屋おえん事件帳 第3シリーズ 第5話「女の恨み取り立てます」（1995年） - 和泉屋
- 江戸の用心棒II 第5話「当世殺しの人事」（1995年） - 沢池蔵人
- 名奉行 遠山の金さん 第7シリーズ 第19話「貞女の鑑? 謎の殺しの裏の裏」（1996年） - 彦次郎
- 月曜ドラマスペシャル→月曜ゴールデン→月曜名作劇場
  - 一色京太郎事件ノート 第5作「京都花街連続殺人事件」（1997年） - 久米和樹
  - 浅見光彦シリーズ
    - 第9作「天河伝説殺人事件」（1997年） - 竹宮
    - 第25作「姫島殺人事件」（2008年） - 属直樹

  - 新・世直し公務員 ザ・公証人 第1作（2015年） - 茂木謙介
  - 森村誠一サスペンス 魔性の群像 刑事・森崎慎平 第1作 - 第4作（2013年 - 2017年） - 海老沢忠良
  - 警視庁南平班〜七人の刑事〜　第9作（2016年） - 藤丸要造
  - 十津川警部シリーズ 第7作「浜名湖殺人ルート」（2018年） - 佐藤誠
  - 新・浅見光彦シリーズ 第5作「天城峠殺人事件」（2019年1月7日） - 小林章夫
- 隠密奉行朝比奈 第7話「出雲松江、灼熱地獄タタラ」（1998年） - 永山修理
- 美少女新世紀 GAZER（1998年）
- 御家人斬九郎 第4シリーズ 第4話「恋文」（1999年） - 小平次
- 3年B組金八先生（1999年 - 2005年、TBS） - 田中ケアセンター所長（第5 - 第7シリーズ）
- 渡る世間は鬼ばかり（2002年 - TBS） - 森山正造
- 女と愛とミステリー「48時間の恐怖・時計の針がナイフに変わるとき」（2004年、テレビ東京） - 井筒裕一郎
- 水曜ミステリー9→G.W.ミステリー特別企画
  - 信濃のコロンボ事件ファイル 第9作「乗せなかった乗客」（2005年） - 宮坂刑事課長
  - 森村誠一サスペンス 刑事の証明 第4作（2012年） - 大場直秀
  - 事故調（2015年） - 佐藤秀樹
  - ドクターハート 薮田公介の事件カルテ 第2作（2016年） - 鳥山巌
  - さすらい署長 風間昭平 第13作「ほくと函館湾殺人事件」（2017年） - 立花浩
- 出雲の阿国（2006年） - 末吉勘兵衛
- 怪奇大作戦 セカンドファイル 第2話「昭和幻燈小路」（2007年） - 喫茶店店主
- 愛の迷宮（2007年） - 江上秀夫
- キューティーハニー THE LIVE（2007年、TX） - ユキの父親
- 相棒
  - season6 第16話「悪女の証明」（2008年2月20日） - 山浦幹治（外務次官）
  - season15 第5話「ブルーピカソ」(2016年11月9日） - 古澤俊文（古澤画廊 元経営者）
- 警視庁捜査一課9係 Season3 第6話「殺しのピアノ」（2008年）
- 土曜時代劇
  - オトコマエ!（2008年） - 小川良晏
    - 第8話「信じてえ」
    - 第11話、第12話「悪人狩り（前編、後編）」
    - 最終話「そして目が覚めた」

  - まっつぐ〜鎌倉河岸捕物控〜 第3話「金座裏が動く」 （2010年） - 松平直恒
  - 忠臣蔵の恋〜四十八人目の忠臣〜（2016年） - 色部又右衛門
- ドラマ8 / 七瀬ふたたび 最終話「祈り」（2008年） - 大野
- おみやさん 第7シリーズ 第8話（2010年） - 医者
- 土曜ドラマ / チャンス（2010年9月） - 後藤
- 隠密秘帖（2011年、NHK） - 佐伯岳容
- 港町相撲ボーイズ （2011年12月16日、NHK富山） - 海里行人 [注 1]
- 金曜プレステージ→金曜プレミアム（CX）
  - 浅見光彦シリーズ
    - 第43作「還らざる道」（2012年） - 中山義雄
    - 第52作「神苦楽島」（2015年） - 中田誠吾

  - 所轄刑事 第7作「能登金沢ストーカー連続殺人事件の闇」（2012年） - 東出壮介
- SP〜警視庁警護課II（2012年、EX） - 植木順史
- 逃亡者 おりん2（2012年、TX） - 脇田外記（次席家老）
- コドモ警察（2012年、TBS） - 権堂社長
- 主に泣いてます 第2話（2012年、CX） - 横川（セダン男）
- TOKYOエアポート〜東京空港管制保安部〜 第3話（2012年、CX） - 北川機長
- 宮部みゆきミステリー パーフェクト・ブルー 第7話（2012年、TBS） - 清水義男
- 天の方舟（2012年、WOWOW） - 横井俊充
- さすらいのプラチナワゴン!〜歌手・美波丈太朗の事件簿〜（2012年、TBS） - 土井源太
- お天気お姉さん  第2話（2013年、EX） - 小竹勇太郎
- 遺留捜査 第3シリーズ 第5話（2013年、EX） - 城田貴
- 大岡越前 第4話（2013年5月15日、NHK BSプレミアム） - 秋田屋仙右ヱ門
- 未解決事件（2013年、NHKスペシャル） - 高松の一家の父
- イタズラなKiss〜Love in TOKYO 第13話「運命のイタズラ」 - 第16話「流れ星の奇跡」（2013年、CXCS-TWO） - 大泉会長
- 京都地検の女 2時間スペシャル（2013年、EX） - 小沢弘貴
- 救命病棟24時 第5シリーズ 第6話「決戦・守れ! 命の現場を」（2013年、CX） - 桂木達夫
- 青山ワンセグ開発『3つの告白』（2013年、ETC） - 柴沼
- おかしな刑事 第11作（2014年）、第20作（2019年） - 江川進次郎
- S -最後の警官-（2014年、TBS） - 田所十蔵
- 芙蓉の人 第2話 - 最終話（2014年、NHK） - 梅津只圓
- 同窓生〜人は、三度、恋をする〜 第6話「非情な現実…愛する二人、別れの覚悟」 - 第8話「引き裂かれた離婚届…」（2014年、TBS） - 原口幸一郎
- 変身 第1話（2014年、WOWOW） - 番場哲夫
- わが家（2015年、MBS） - 小野塚紀明
- 阪神・淡路大震災20年ドラマ 二十歳と一匹（2015年NHK） - 紳士
- ボクの妻と結婚してください。（2015年、NHKBSプレミアム） - 香取博明
- 仮面ライダードライブ 第26話「チェイサーはどこへ向かうのか」 - 第34話「だれが泊英介の命を奪ったのか」（2015年、EX） - 真影壮一
- アイ'ムホーム（2015年、EX） - 森龍夫
- 昔話法廷 第3話「『白雪姫』裁判」（2015年、ETV） - 弁護人（藤豊彦）
- 最強のふたり〜京都府警 特別捜査班〜 第5話（2015年、EX） - 土屋忠雄
- 経世済民の男・高橋是清（2015年、NHK） ‐ 原敬
- 子連れ信兵衛（2015年、NHK-BS） - 長右衛門
- BS日テレ開局15周年特別ドラマ『佐武と市捕物控』（2015年、BS日テレ）
- 科捜研の女（EX）
  - 新春スペシャル（2015年1月18日） - 中里育生 役
  - Season 19 第31話（2020年2月20日） - 川上幸之助 役
- BS朝日開局15周年大型時代劇スペシャル『大江戸事件帖 美味でそうろう』（2015年、BS朝日）
- WOWOWドラマW / 誤断（2015年、WOWOW）レギュラー
- 動物戦隊ジュウオウジャー 第12話「はなのみじかいゾウ」（2016年5月1日、EX） - 大岩源九郎
- 水族館ガール（2016年） ‐ 赤木伸作
- ハートロス 〜虹にふれたい女たち〜（2016年10月2日、CBC） - 北野宏史
- 遺留捜査（2017年） - 早坂幹雄
- 放送90年 大河ファンタジー「精霊の守り人 最終章」 第3話「ルイシャ贈り」（2017年12月9日、NHK） - ノッサ
- BG〜身辺警護人〜（2018年、EX） - 五十嵐映一
- 眠狂四郎 The Final (2018年、CX)
- 透明なゆりかご 第4回「産科危機」、第5回「14歳の妊娠」（2018年、NHK） - 岩坂教授
- ぬけまいる〜女三人伊勢参り 第7話「伊勢の約束 女の秘密」、最終話「旅の終わり 女のはじまり」（2018年、NHK） - 平左衛門
- 年末時代劇スペシャル / 剣客商売 第5作「手裏剣お秀」（2018年） - 杉原佐内
- 日曜プライム / 終着駅シリーズ 第34作「荒野の証明」（2019年、EX） - 脇田典幸
- 水戸黄門 第2シリーズ 第1話「じゃじゃ馬姫と九州路 -水戸〜中津-」（2019年5月19日、BS-TBS） - 小笠原長胤
- やじ×きた 元祖・東海道中膝栗毛（2019年、BSテレ東） ‐ 茂平
- ひみつ×戦士 ファントミラージュ! 第15話「名探偵VSファントミダイヤ!」（2019年7月14日、TX） - 明土小五郎
- ペンション・恋は桃色 第3話（2020年1月31日、フジテレビ） - ヨシオの父
- オペレーションZ〜日本破滅、待ったなし〜（2020年3月 - 4月、WOWOW） - 桃地実
- 柳生一族の陰謀（2020年4月11日、NHK BSプレミアム） ‐ 九条道房
- 内田康夫サスペンス 新・信濃のコロンボ〜追分殺人事件〜 （2020年6月8日、テレビ東京）- 丸岡武人
- ディア・ペイシェント〜絆のカルテ〜 第8話（2020年9月4日、NHK） - 篠塚信二
- トッカイ〜不良債権特別回収部〜 第8・9・11話（2021年3月7・14・28日、WOWOW）
- ライオンのおやつ 第6話・第7話（2021年8月1日-8日、NHK BSプレミアム） - 粟鳥洲さんの父
- 和田家の男たち 第3話（2021年11月5日、テレビ朝日） - 清宮隆三
- 自由な女神-バックステージ・イン・ニューヨーク- 最終話（2023年3月26日[注 2]、東海テレビ） - 泉源次郎 役[8]
- 笑うマトリョーシカ 第8話（2024年8月16日、TBS） - 小松政重 役[9]

### 映画
- The Sons（1973年）
- 化石の森（1973年）
- 野良犬（1973年）
- わが道（1974年）
- 竹久夢二物語 恋する（1975年）
- 喜劇 百点満点（1976年）
- 北村透谷 わが冬の歌（1977年）
- 俺の空（1977年）
- 詩雨おばさん（1977年）
- ブリキの勲章（1981年）
- 悪魔の部屋（1982年）
- 思い出の海（1984年）
- やがて春（1986年）
- ウェルター（1987年）
- 行き止まりの挽歌 ブレイクアウト（1988年） - カズミ
- ウルトラシリーズ
  - ウルトラQ ザ・ムービー 星の伝説 （1990年） - 浜野哲史
  - ウルトラマンメビウス&ウルトラ兄弟（2006年） - 松永神戸市長
  - シン・ウルトラマン（2022年） - 内閣官房長官[10]
- 超高層ハンディング（1991年）
- 屋根裏の散歩者（1992年）
- 輝ける日々へ（1993年）
- せんせいあした晴れるかな（1993年）
- 鏡花狂恋（1993年）
- 汝殺すなかれ（1996年）
- のぞき屋稼業 恥辱の盗撮（1996年）
- 嵐の中のイチゴたち（1997年）
- D坂の殺人事件（1998年）
- 虹の岬（1999年）
- 原野の子ら（1999年）
- うずまき（2000年）
- 長い夢（2000年）
- あかね色の空を見たよ（2000年）
- 姑獲鳥の夏（2005年）
- 乱歩地獄『鏡地獄』（2005年）
- 奇談（2005年）
- 兜王ビートル（2005年） - 編集長
- ワナワナ。（2006年）
- ヅラ刑事（2006年）
- 石井のおとうさんありがとう
- シルバー假面（2006年）
- テニスの王子様（2006年） - 医師
- ユメ十夜 第一夜（2007年）
- 筆子・その愛 -天使のピアノ-（2007年）
- FM89.3MHz（2007年） - 川端康徳 役
- アクエリアンエイジ（2008年） - 手塚教授 役
- ギララの逆襲/洞爺湖サミット危機一発（2008年） - 深見博士
- 花のあと（2010年）
- ホームカミング（2011年）
- 大地の詩 -留岡幸助物語-（2011年）
- 小川の辺（2011年）
- 赤々煉恋（2013年） - 世話人の堀田
- ゲノムハザード ある天才科学者の5日間（2014年）
- 地球防衛未亡人（2014年） - イワムラ博士
- 救いたい（2014年） - 権藤文之丞
- 望郷の鐘 満蒙開拓団の落日（2014年） - 堀越英介
- リップヴァンウィンクルの花嫁（2016年）
- 大怪獣モノ（2016年）
- 亜人 (2017年)
- 地の塩 山室軍平（2017年） - 楼主
- 去年の冬、きみと別れ（2018年） ‐ 武田
- 映画刀剣乱舞-継承- (2019年) - 審神者
- 麻雀放浪記2020（2019年） - 女衒の達
- VAMP（2019年8月23日）[11]
- 葬式の名人（2019年9月20日） - 吉田栄吉
- 一粒の麦 荻野吟子の生涯（2019年）- 長與專齋
- Fukushima 50（2020年3月6日）
- 三大怪獣グルメ（2020年6月6日）- 岩村純一郎博士 [12]
- 死神遣いの事件帖　傀儡夜曲（2020年6月12日）
- 朝が来る（2020年10月23日）
- 罪の声（2020年10月30日） - 立花幸男
- 孤狼の血 LEVEL2（2021年8月20日）
- BOLT（2020年12月11日）
- 信虎（2021年11月）- 長坂釣閑斎
- あしやのきゅうしょく（2022年3月4日） - 村上忠夫
- われ弱ければ 矢嶋楫子伝（2022年2月11日） - 安川亨
- わたしのかあさん-天使の詩-（2024年3月30日） - 尾崎知次[13]
- サイボーグ一心太助（2025年1月24日）[14]

### オリジナルビデオ
- あなたの知らない世界
- ラ・ヴァルス（1990年）
- 「堕落」ある人妻の追跡報告（1992年）
- 私、なんでもします!（1993年）
- 電エース・ザ・ファイナル（2006年）
- 母さん助けて電エース（2014年）

### 舞台
- 遥かなるわが町（1973年）
- 近代能楽集 『源氏供養』
- 立花屋おここ商買控 引っ越し大名（1991年）
- しぶちん（1992年）
- 浪花恋もめん（1993年）
- 東宝現代劇11・12月特別公演 『ゆずり葉』（1993年）
- 川端康成 『雪国』（1995年）
- メッタ斬りの歌（1995年）
- 雪の花見小路（1998年）
- 妻たちの季節（2000年）
- 川端康成 『雪国』（2003年）
- 仮面ライダードライブ「ファイナルステージ＆番組キャストトークショー」（2015年）- フリーズロイミュードの声 役

### ラジオ
- ラジオ深夜便（2013年、NHK）
- Radio　Vitaminときめきインタビュー（2013年、NHK）
- かんさい土曜ほっとタイム（2013年、NHK）
- 青春アドベンチャー / 幻坂（2014年、NHK FM） - 濱地健三郎 役

### 情報番組
- ようこそ!槌音が響く丘へ〜被災女将 笑顔が戻るその日まで〜（2014年、岩手めんこいテレビ制作） - ナレーション

### CM
- Key Coffee
- IBM
- さがみのゆかた
- 三井住友銀行（資産運用編CM、堺雅人と共演）

## 演出
- スペースファンタジー 『魔笛』

## 著書
- 喪失、悲嘆、希望 阪神淡路大震災 その先に（月待舎 2024年11月 ISBN 978-4911390009）